# 李厚基旧居
李厚基旧居建于1920年，是李鸿章直隶总督署卫队管带、北洋陆军第四镇第七协协统、中华民国国民革命军第四师第七旅旅长、福建镇守使和护军使、福建督军兼省长李厚基在天津的故居。位于当时的天津法租界的丰领事路（Rue Fontanier）（今和平区赤峰道90号），该建筑目前是天津市和平区文物保护单位和一般保护等级历史风貌建筑。

## 历史
李厚基旧居原为小德张建造，后李厚基购入作为自己的宅邸。该建筑现为天津市和平区人民武装部使用。

## 建筑
李厚基故居建筑面积为900平方米，前楼为一幢三层砖木结构坡顶楼带半地下室，一楼为客厅、餐厅和书房等，二楼为卧室，三楼为阁楼。前楼内部墙面设有护墙板和双窗户，地面铺有菲律宾木斜拼花纹地板，半地下室作为储藏室。后楼建筑面积为150平方米，为一幢砖木结构二层建筑，与前楼有外楼梯相通。